# Elezioni comunali in Calabria del 2025
Le elezioni comunali in Calabria del 2025 si sono tenute il 25 e 26 maggio (con ballottaggio l'8 e 9 giugno).

## Riepilogo sindaci eletti
| Provincia | Comune                | Sindaco uscente | Sindaco uscente                 | Sindaco eletto | Sindaco eletto                  | Primo turno | Primo turno | Secondo turno | Secondo turno | Seggi   |
| Provincia | Comune                | Sindaco uscente | Sindaco uscente                 | Sindaco eletto | Sindaco eletto                  | Voti        | %           | Voti          | %             | Seggi   |
| --------- | --------------------- | --------------- | ------------------------------- | -------------- | ------------------------------- | ----------- | ----------- | ------------- | ------------- | ------- |
| Catanzaro | Lamezia Terme         |                 | Paolo Mascaro (FI)              |                | Mario Murone (Ind.)             | 15 636      | 44,05       | 14 624        | 54,73         | 15 / 24 |
| Cosenza   | Cassano all'Ionio     |                 | Giovanni Papasso (PSI)          |                | Gianpaolo Jacobini (Ind.)       | 5 015       | 52,45       | —             | —             | 10 / 16 |
| Cosenza   | Rende                 |                 | Commissione straordinaria       |                | Sandro Principe (PSI)           | 12 368      | 58,54       | —             | —             | 15 / 24 |
| Crotone   | Isola di Capo Rizzuto |                 | Maria Grazia Vittimberga (Ind.) |                | Maria Grazia Vittimberga (Ind.) | 4 663       | 51,14       | —             | —             | 10 / 16 |

## Provincia di Catanzaro

### Lamezia Terme
| Candidati                                | Candidati               | II turno             | II turno             | I turno | I turno | Liste                                   | Voti   | %     | Seggi |
| Candidati                                | Candidati               | Voti                 | %                    | Voti    | %       | Liste                                   | Voti   | %     | Seggi |
| ---------------------------------------- | ----------------------- | -------------------- | -------------------- | ------- | ------- | --------------------------------------- | ------ | ----- | ----- |
|                                          | Mario Murone ✔️ Sindaco | 14 624               | 54,73                | 15 636  | 44,05   | Fratelli d'Italia                       | 3 726  | 10,87 | 3     |
| Noi Moderati                             | Mario Murone ✔️ Sindaco | 14 624               | 54,73                | 15 636  | 44,05   | 3 589                                   | 10,47  | 3     |       |
| Forza Italia - PPE                       | Mario Murone ✔️ Sindaco | 14 624               | 54,73                | 15 636  | 44,05   | 3 093                                   | 9,02   | 3     |       |
| Lega Salvini Calabria                    | Mario Murone ✔️ Sindaco | 14 624               | 54,73                | 15 636  | 44,05   | 2 999                                   | 8,75   | 3     |       |
| Lamezia Domani                           | Mario Murone ✔️ Sindaco | 14 624               | 54,73                | 15 636  | 44,05   | 2 781                                   | 8,11   | 2     |       |
| Calabria Azzurra                         | Mario Murone ✔️ Sindaco | 14 624               | 54,73                | 15 636  | 44,05   | 1 724                                   | 5,03   | 1     |       |
| Totale liste                             | Mario Murone ✔️ Sindaco | 14 624               | 54,73                | 15 636  | 44,05   | 17 912                                  | 52,25  | 15    |       |
|                                          | Doris Lo Moro           | 12 097               | 45,27                | 11 276  | 31,77   | Partito Democratico                     | 4 755  | 13,87 | 3     |
| Per Vivere Bene                          | Doris Lo Moro           | 12 097               | 45,27                | 11 276  | 31,77   | 2 831                                   | 8,26   | 1     |       |
| Azione                                   | Doris Lo Moro           | 12 097               | 45,27                | 11 276  | 31,77   | 1 645                                   | 4,80   | 1     |       |
| Movimento 5 Stelle                       | Doris Lo Moro           | 12 097               | 45,27                | 11 276  | 31,77   | 1 068                                   | 3,12   | –     |       |
| Era Ora                                  | Doris Lo Moro           | 12 097               | 45,27                | 11 276  | 31,77   | 805                                     | 2,35   | –     |       |
| Seggio di coalizione                     | Seggio di coalizione    | Seggio di coalizione | 45,27                | 11 276  | 31,77   | 1                                       |        |       |       |
| Totale liste                             | Doris Lo Moro           | 12 097               | 45,27                | 11 276  | 31,77   | 11 104                                  | 32,39  | 5     |       |
|                                          | Gianpaolo Bevilacqua    | Gianpaolo Bevilacqua | Gianpaolo Bevilacqua | 8 585   | 24,19   | Gianpaolo Bevilacqua Sindaco del Popolo | 4 161  | 12,14 | 2     |
| Italia del Meridione - Lamezia nel Cuore | Gianpaolo Bevilacqua    | Gianpaolo Bevilacqua | Gianpaolo Bevilacqua | 8 585   | 24,19   | 627                                     | 1,83   | –     |       |
| Movimento Indipendenza                   | Gianpaolo Bevilacqua    | Gianpaolo Bevilacqua | Gianpaolo Bevilacqua | 8 585   | 24,19   | 476                                     | 1,39   | –     |       |
| Seggio di coalizione                     | Seggio di coalizione    | Seggio di coalizione | Gianpaolo Bevilacqua | 8 585   | 24,19   | 1                                       |        |       |       |
| Totale liste                             | Gianpaolo Bevilacqua    | Gianpaolo Bevilacqua | Gianpaolo Bevilacqua | 8 585   | 24,19   | 5 264                                   | 15,36  | 2     |       |
| Totale                                   | Totale                  | 26 721               | 100                  | 35 497  | 100     |                                         | 34 280 | 100   | 24    |
|                                          |                         |                      |                      |         |         |                                         |        |       |       |
| Fonte: Ministero dell'interno            |                         |                      |                      |         |         |                                         |        |       |       |

## Provincia di Cosenza

### Cassano all'Ionio
|                               | Gianpaolo Jacobini ✔️ Sindaco | 5 015                | 52,45 | Cassano Azzurra      | 1 299 | 13,99 | 3  |  |  |
| Noi Insieme                   | Gianpaolo Jacobini ✔️ Sindaco | 5 015                | 52,45 | 1 246                | 13,42 | 2     |    |  |  |
| Patto Civico                  | Gianpaolo Jacobini ✔️ Sindaco | 5 015                | 52,45 | 1 114                | 12,00 | 2     |    |  |  |
| La Cassano che Vuoi           | Gianpaolo Jacobini ✔️ Sindaco | 5 015                | 52,45 | 932                  | 10,04 | 2     |    |  |  |
| Movimento Popolare            | Gianpaolo Jacobini ✔️ Sindaco | 5 015                | 52,45 | 594                  | 6,40  | 1     |    |  |  |
| Totale liste                  | Gianpaolo Jacobini ✔️ Sindaco | 5 015                | 52,45 | 5 185                | 55,85 | 10    |    |  |  |
|                               | Carmen Gaudiano               | 3 655                | 38,23 | Per Amore di Cassano | 1 853 | 19,96 | 3  |  |  |
| La Mongolfiera                | Carmen Gaudiano               | 3 655                | 38,23 | 1 030                | 11,09 | 1     |    |  |  |
| Libertà e Partecipazione      | Carmen Gaudiano               | 3 655                | 38,23 | 523                  | 5,63  | –     |    |  |  |
| Seggio di coalizione          | Seggio di coalizione          | Seggio di coalizione | 38,23 | 1                    |       |       |    |  |  |
| Totale liste                  | Carmen Gaudiano               | 3 655                | 38,23 | 3 406                | 36,69 | 4     |    |  |  |
|                               | Antonello Mario Avena         | 891                  | 9,32  | Articolo Ventuno     | 693   | 7,46  | –  |  |  |
| Seggio di coalizione          | Seggio di coalizione          | Seggio di coalizione | 9,32  | 1                    |       |       |    |  |  |
| Totale                        | Totale                        | 9 561                | 100   |                      | 9 284 | 100   | 16 |  |  |
|                               |                               |                      |       |                      |       |       |    |  |  |
| Fonte: Ministero dell'interno |                               |                      |       |                      |       |       |    |  |  |

### Paola
| Candidati | Candidati                   | Liste                       | Voti  | %     | Seggi |
| --------- | --------------------------- | --------------------------- | ----- | ----- | ----- |
|           | Roberto Perrotta ✔️ Sindaco | La Nostra Paola             | 3 567 | 38,08 | 11    |
|           | Giovanni Politano           | Insieme per Paola           | 2 263 | 24,16 | 2     |
|           | Graziano Di Natale          | Paola Civica e Progressista | 1 639 | 17,50 | 1     |
|           | Antonio Cassano             | Libera Scelta               | 953   | 10,17 | 1     |
|           | Andrea Signorelli           | Riparte il Futuro           | 946   | 10,10 | 1     |
| Totale    | Totale                      |                             | 9 368 | 100   | 16    |

### Rende
| Candidati                                          | Candidati                  | Voti                 | %     | Liste                    | Voti   | %     | Seggi |
| -------------------------------------------------- | -------------------------- | -------------------- | ----- | ------------------------ | ------ | ----- | ----- |
|                                                    | Sandro Principe ✔️ Sindaco | 12 368               | 58,54 | Insieme per Rende        | 3 695  | 17,99 | 5     |
| Rende Riformista                                   | Sandro Principe ✔️ Sindaco | 12 368               | 58,54 | 2 002                    | 9,75   | 2     |       |
| Innova                                             | Sandro Principe ✔️ Sindaco | 12 368               | 58,54 | 1 832                    | 8,92   | 2     |       |
| Avanti Rende Libera - PSI                          | Sandro Principe ✔️ Sindaco | 12 368               | 58,54 | 1 691                    | 8,23   | 2     |       |
| Rende Avanti                                       | Sandro Principe ✔️ Sindaco | 12 368               | 58,54 | 1 621                    | 7,89   | 2     |       |
| Italia del Meridione                               | Sandro Principe ✔️ Sindaco | 12 368               | 58,54 | 1 406                    | 6,85   | 2     |       |
| Totale liste                                       | Sandro Principe ✔️ Sindaco | 12 368               | 58,54 | 12 247                   | 59,63  | 15    |       |
|                                                    | Marco Saverio Ghionna      | 4 116                | 19,48 | Rende Azzurra            | 1 411  | 6,87  | 2     |
| Fratelli d'Italia                                  | Marco Saverio Ghionna      | 4 116                | 19,48 | 1 059                    | 5,16   | 1     |       |
| Futuro                                             | Marco Saverio Ghionna      | 4 116                | 19,48 | 646                      | 3,15   | 1     |       |
| La Rende che Vuoi                                  | Marco Saverio Ghionna      | 4 116                | 19,48 | 368                      | 1,79   | –     |       |
| Noi Moderati                                       | Marco Saverio Ghionna      | 4 116                | 19,48 | 344                      | 1,67   | –     |       |
| Prima Rende                                        | Marco Saverio Ghionna      | 4 116                | 19,48 | 272                      | 1,32   | –     |       |
| Seggio di coalizione                               | Seggio di coalizione       | Seggio di coalizione | 19,48 | 1                        |        |       |       |
| Totale liste                                       | Marco Saverio Ghionna      | 4 116                | 19,48 | 4 100                    | 19,96  | 4     |       |
|                                                    | Giovanni Bilotti           | 3 090                | 14,63 | Progressisti Democratici | 1 120  | 5,45  | 1     |
| G GenerAzione                                      | Giovanni Bilotti           | 3 090                | 14,63 | 1 084                    | 5,28   | 1     |       |
| Partecipazione Rende                               | Giovanni Bilotti           | 3 090                | 14,63 | 829                      | 4,04   | –     |       |
| Seggio di coalizione                               | Seggio di coalizione       | Seggio di coalizione | 14,63 | 1                        |        |       |       |
| Totale liste                                       | Giovanni Bilotti           | 3 090                | 14,63 | 3 033                    | 14,77  | 2     |       |
|                                                    | Rossella Gallo             | 1 174                | 5,56  | Movimento 5 Stelle       | 647    | 3,15  | –     |
| Sinistra per Rende - Rifondazione Comunista - Pace | Rossella Gallo             | 1 174                | 5,56  | 272                      | 1,32   | –     |       |
| Seggio di coalizione                               | Seggio di coalizione       | Seggio di coalizione | 5,56  | 1                        |        |       |       |
| Totale liste                                       | Rossella Gallo             | 1 174                | 5,56  | 919                      | 4,47   | –     |       |
|                                                    | Luciano Bonanno            | 379                  | 1,79  | Libertà in Movimento     | 241    | 1,17  | –     |
| Totale                                             | Totale                     | 21 127               | 100   |                          | 20 540 | 100   | 24    |

## Provincia di Crotone

### Isola di Capo Rizzuto
| Candidati                                         | Candidati                           | Voti                 | %     | Liste                      | Voti  | %     | Seggi |
| ------------------------------------------------- | ----------------------------------- | -------------------- | ----- | -------------------------- | ----- | ----- | ----- |
|                                                   | Maria Grazia Vittimberga ✔️ Sindaco | 4 663                | 51,14 | Più Forti Insieme          | 1 785 | 20,24 | 4     |
| Isola al Centro                                   | Maria Grazia Vittimberga ✔️ Sindaco | 4 663                | 51,14 | 1 463                      | 16,59 | 4     |       |
| Orizzonti Nuovi                                   | Maria Grazia Vittimberga ✔️ Sindaco | 4 663                | 51,14 | 557                        | 6,32  | 1     |       |
| Liberi di Continuare                              | Maria Grazia Vittimberga ✔️ Sindaco | 4 663                | 51,14 | 406                        | 4,60  | 1     |       |
| Totale liste                                      | Maria Grazia Vittimberga ✔️ Sindaco | 4 663                | 51,14 | 4 211                      | 47,76 | 10    |       |
|                                                   | Maurizio Piscitelli                 | 3 600                | 39,48 | Forza Italia - PPE         | 1 543 | 17,50 | 2     |
| Isola Prima di Tutto                              | Maurizio Piscitelli                 | 3 600                | 39,48 | 892                        | 10,12 | 1     |       |
| Fratelli d'Italia                                 | Maurizio Piscitelli                 | 3 600                | 39,48 | 788                        | 8,94  | 1     |       |
| Alleanza per Isola di Capo Rizzuto - Noi Moderati | Maurizio Piscitelli                 | 3 600                | 39,48 | 593                        | 6,73  | –     |       |
| Seggio di coalizione                              | Seggio di coalizione                | Seggio di coalizione | 39,48 | 1                          |       |       |       |
| Totale liste                                      | Maurizio Piscitelli                 | 3 600                | 39,48 | 3 816                      | 43,28 | 4     |       |
|                                                   | Andrea Filici                       | 855                  | 9,38  | Partito Democratico - Pace | 790   | 8,96  | –     |
| Seggio di coalizione                              | Seggio di coalizione                | Seggio di coalizione | 9,38  | 1                          |       |       |       |
| Totale                                            | Totale                              | 9 118                | 100   |                            | 8 817 | 100   | 16    |